# Horton Foote
Albert Horton Foote Jr. (Wharton (Texas), 14 de março de 1916 – Hartford, Connecticut, 4 de março de 2009) foi um roteirista norte–americano, talvez mais conhecido pelo seu roteiro do filme de 1962 To Kill a Mockingbird e pelo filme de 1983, Tender Mercies, e por seus notáveis dramas para a TV durante a Era de Ouro da Televisão. Ele recebeu o Prémio Pulitzer de Teatro em 1995 por The Young Man From Atlanta. Em 1995, foi o destinatário inaugural do Austin Film Festivals Prêmio Roteirista Expressivo. Descrevendo sua peça tripla “The Ophans Home Cycle”, a crítica do Wall Street Jornal, disse: “Foote, que morreu em março deixou para trás uma obra prima, algo que será lembrado no teatro americano do século XX”. Em 2000 foi condecorado com a Medalha Nacional de Artes.
Filho de Albert Horton Foote (1890-1973) e Harriet Gautier "Hallie" Brooks (1894-1974). Irmão de Thomas Brooks Foote (1921-1944), que morreu em um combate aéreo na Alemanha, e John Speed Foote (1923-1995).

## Televisão
Foote começou a carreira como ator, após estudar no Teatro Pasadena de 1931 a 1932. Depois de obter melhores críticas para peças que tinha escrito, ele se concentrou em escrever nos anos 1940 e se tornou um dos principais escritores para televisão durante os anos 1950, começando com um episódio de The Gabby Hayes Show. The Trip to Bountiful premiado em 1 de março de 1953, com as líderes do elenco (Lillian Gish, Eva Marie Saint) reprisando seus papéis na Broadway no final daquele ano.

## Teatro
Peças dele foram produzidas na Broadway, na Off-Broadway, na Off-off-Broadway e em muitos teatros regionais. Escreveu a versão em inglês dos livros japoneses para o musical de 1970 Scarlett, adaptação musical de ...E o Vento Levou. Ele ganhou em 1995 o Prémio Pulitzer de Teatro por The Young Man From Atlanta. A peça The Goodman Theatre que foi apresentada na Broadway em Nova York, em 1997 foi indicada como melhor peça, mas não ganhou. A produção foi estrelada por Rip Torn, Shirley Knight e Biff McGuire. Knight e McGuire foram indicados ao Tony Awards.

## Cinema
Recebeu uma indicação ao um Academy Awards de Melhor Roteiro Adaptado, e um Writers Guild of America por sua adaptação de To Kill a Mockingbird, em 1962. Ele não compareceu à cerimônia do Oscar pois não achava que iria ganhar.
Inicialmente indicou Robert Duval para o papel de Boo Radley, em To Kill a Mockingbird após conhecê-lo em uma produção de 1957 chamada The Midnight Caller, em Nova York. Os dois trabalharam juntos muitas outras vezes no futuro. Duval foi descrito como "o ator número 1".
Roteirizou o filme de 1983, Tender Mercies que fora rejeitado por muitos diretores de cinema americanos, antes que o diretor australiano Bruce Beresford finalmente aceitou, mais tarde o roteirista disse “este filme foi recusado por todos os diretores de cinema americanos na face da terra”. Havia rumores de que Foote havia escrito o roteiro a liderança de ‘’Tender Mercies’’ especialmente para Robert Duval. Isto foi negado por Foote, que disse que seria muito constrangedor se ele escrevesse para um determinado ator; entretanto, Duval disse que ajudou a contribuir com algumas ideias para o personagem e afirmou que Horton sabia que ele iria interpretar um cantor de country. O filme recebeu 6 indicações ao Oscar, incluindo melhor fotografia (que perdeu), e melhor roteiro original (que ganhou). Duval também ganhou um Academy Award pela sua performance.

## Vida pessoal
Casou-se com Lillian Vallish Foote (julho de 1923 - agosto de 1992), de 1945 até sua morte. Tiveram 4 filhos que são atores Horton Foote, Jr. e Hallie Foote, a roterista Daisy Brooks Foote e o diretor Walter Vallish Foote. Todos trabalharam em projetos com seus pais.

## Peças
| - Wharton Dance (1940) - Texas Town (1941) - Only the Heart (1942) - Out of My House (1942) - Two Southern Idylls: Miss Lou / The Girls (1943) - The Lonely (1944) - Goodbye to Richmond (1944) - Daisy Lee (one-act) (1944) - Homecoming (1944) - In My Beginning (1944) - People in the Show (1944) - Return (1944) - Celebration (1950) - The Chase (1952) - The Traveling Lady (1954) - The Dancers (1954) - John Turner Davis (1956) - The Midnight Caller (1956) - The Trip to Bountiful (1962) - Roots in a Parched Ground (Orphans' Home cycle) (1962) - Tomorrow (1968) - Gone with the Wind (Author of book) (1972) - A Young Lady of Property (1976) - Night Seasons (1977) - Courtship (Orphans' Home cycle) (1987) - 1918 (Orphans' Home cycle) (1979) | - In a Coffin in Egypt (1980) - Valentine's Day (1980) - The Man Who Climbed the Pecan Trees (1981) - The Old Friends (1982) - The Roads to Home: Nightingale / The Dearest of Friends / Spring Dance (1982) - The Land of the Astronauts (1983) - Cousins (Orphans' Home cycle) (1983) - The Road to the Graveyard (one-act) (1985) - Courtship/Valentine's Day (Orphans' Home cycle) (1985) - One Armed Man (1985) - The Prisoner's Song (1985) - Blind Date (one-act) (1985) - Convicts (Orphans' Home cycle) (1986) - The Widow Claire (Orphans' Home cycle) (1986) - Lily Dale (Orphans' Home cycle) (1986) - The Habitation of Dragons (1988) - The Death of Papa (Orphans' Home cycle) (1999) - Dividing the Estate (1989) - Talking Pictures (1990) - Laura Dennis (1995) - The Young Man From Atlanta (1995) - The Day Emily Married (1996) - Vernon Early (1998) - The Last of the Thorntons (2000) - The Carpetbagger's Children (2001) - Dividing the Estate (2008) |

## Roteiro Originais
- Tender Mercies (1983)
- Alone (1997)
- Main Steet (2009)